# Августівська сільська рада (Козівський район)
Августі́вська сільська́ ра́да — адміністративно-територіальна одиниця та орган місцевого самоврядування в Козівському районі Тернопільської області. Адміністративний центр — село Августівка.

## Загальні відомості
- Територія ради: 0,291 км²
- Населення ради: 1 027 осіб (станом на 2001 рік)

## Населені пункти
Сільській раді були підпорядковані населені пункти:
- с. Августівка
- с. Хоростець
- с. Хоробрів

## Склад ради
Рада складалася з 15 депутатів та голови.
- Голова ради: Федів Марія Володимирівна
- Секретар ради: Прихідняк Богдан Михайлович

### Керівний склад попередніх скликань
| Прізвище, ім'я, по батькові | Основні відомості                                                                                  | Дата обрання | Дата звільнення |
| --------------------------- | -------------------------------------------------------------------------------------------------- | ------------ | --------------- |
| Савків Петро Васильович     | Сільський голова, 1952 року народження, освіта вища, безпартійний                                  | 26.03.2006   | 31.10.2010      |
| Савків Петро Васильович     | Сільський голова, 1952 року народження, освіта вища, безпартійний                                  | 31.10.2010   | 07.02.2012      |
| Федів Марія Володимирівна   | Сільський голова, 1969 року народження, освіта вища, член Всеукраїнського об'єднання «Батьківщина» | 27.05.2012   |                 |

Примітка: таблиця складена за даними сайту Верховної Ради України

### Депутати
За результатами місцевих виборів 2010 року депутатами ради стали:

#### За суб'єктами висування
| Суб'єкт висування | Кількість обраних депутатів | %    |
| ----------------- | --------------------------- | ---- |
| Самовисування     | 14                          | 93,3 |
| Народна партія    | 1                           | 6,7  |

#### За округами
| № округу       | Прізвище, ім'я, по батькові     | Дата визнання обраним | Освіта             | Партійна приналежність | Відомості про обраного депутата                |
| -------------- | ------------------------------- | --------------------- | ------------------ | ---------------------- | ---------------------------------------------- |
| Народна Партія |                                 |                       |                    |                        |                                                |
| 6              | Щур Марія Григорівна            | 02.11.2010            | середня            | позапартійна           | С. Августівка Сільська рада, бухгалтер         |
| Самовисування  |                                 |                       |                    |                        |                                                |
| 1              | Лосик Євген Богданович          | 26.01.2014            | незакінчена вища   | позапартійний          | Львівський техніко-економічний коледж, студент |
| 2              | Прихідняк Богдан Михайлович     | 02.11.2010            | середня            | позапартійний          | С. Августівка Сільська рада, секретар          |
| 3              | Матвіїв Оксана Миколаївна       | 02.11.2010            | середня            | позапартійна           | С. Августівка Лікарня амбулаторія, фельдшер    |
| 4              | Іваськів Мар'ян Іванович        | 02.11.2010            | середня            | позапартійний          | М .Тернопіль р. «Асторія», офіціант            |
| 5              | Штокало Володимир Миколайович   | 02.11.2010            | середня            | позапартійний          | тимчасово не працює                            |
| 7              | Писків Роман Петрович           | 27.07.2014            | середня спеціальна | позапартійний          | тимчасово не працює                            |
| 8              | Федів Володимир Васильович      | 02.11.2010            | середня            | позапартійний          | ВПТУ № 4 м. Тернопіль, студент                 |
| 9              | Лосик Ігор Петрович             | 02.11.2010            | середня            | позапартійний          | тимчасово не працює                            |
| 10             | Ланько Андрій Петрович          | 02.11.2010            | середня            | позапартійний          | тимчасово не працює                            |
| 11             | Любовіцький Андрій Ярославович  | 02.11.2010            | середня            | позапартійний          | тимчасово не працює                            |
| 12             | Дудар Володимир Ігорович        | 02.11.2010            | середня            | позапартійний          | Зборівський коледж, студент                    |
| 13             | Меліш Володимир Григорович      | 02.11.2010            | середня            | позапартійний          | приватний підприємець                          |
| 14             | Костів Михайло Ярославович      | 02.11.2010            | середня            | позапартійний          | М. ЛьвівЛКА, студент                           |
| 15             | Наконечний Анатолій Ярославович | 02.11.2010            | середня            | позапартійний          | тимчасово не працює                            |